# Heinrich Joseph Schütz

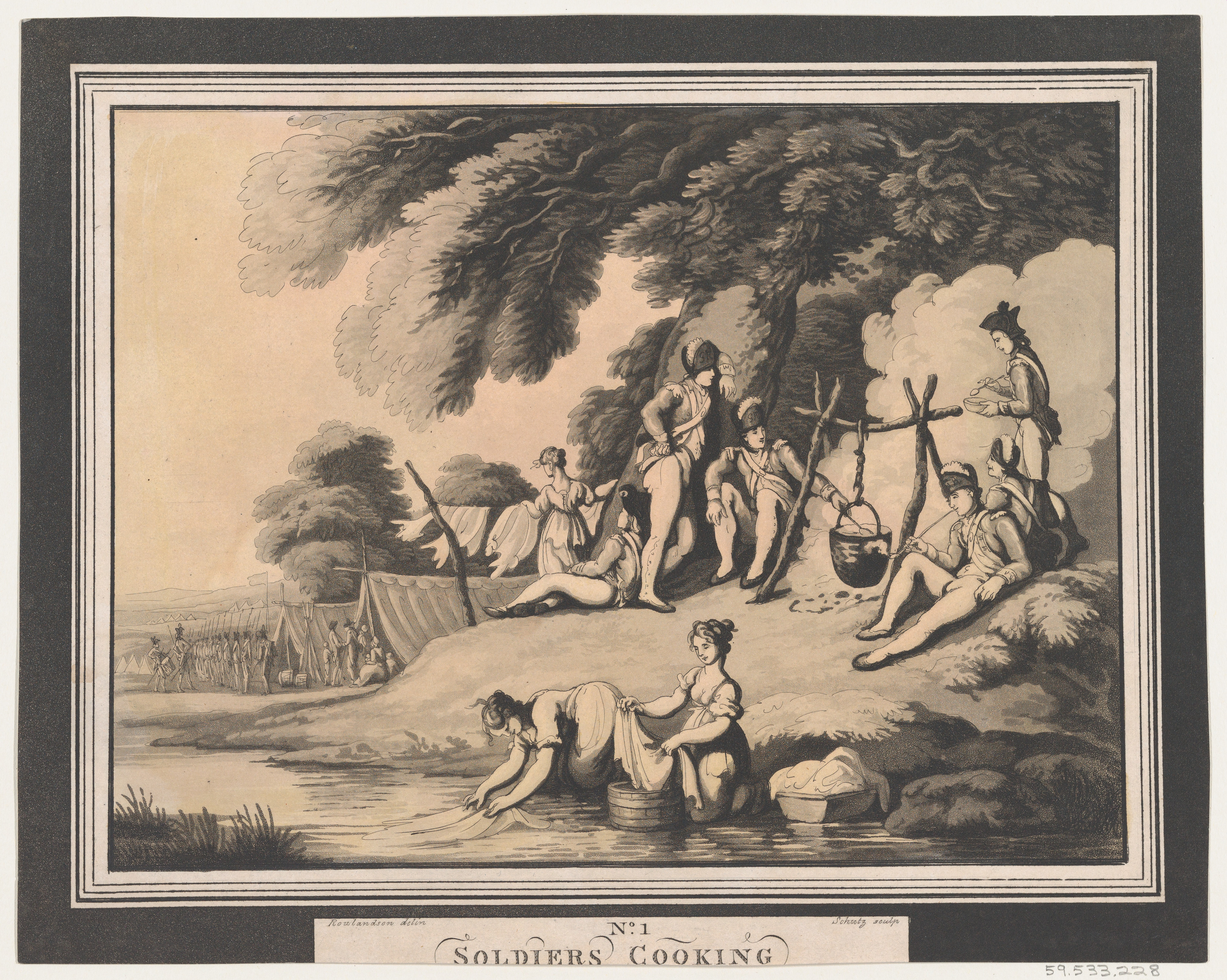
Soldati che cucinano (1798)

Heinrich Joseph Schütz, o Schüz, detto der Londoner (Francoforte sul Meno, 17 settembre 1760 – Francoforte sul Meno, 2 luglio 1822), è stato un incisore e disegnatore tedesco.

## Biografia
Figlio di Christian Georg Schütz, si specializzò nella tecnica dell'acquatinta. Fu attivo sia nella sua città natale che a Londra.